# Планета (издательство, Испания)

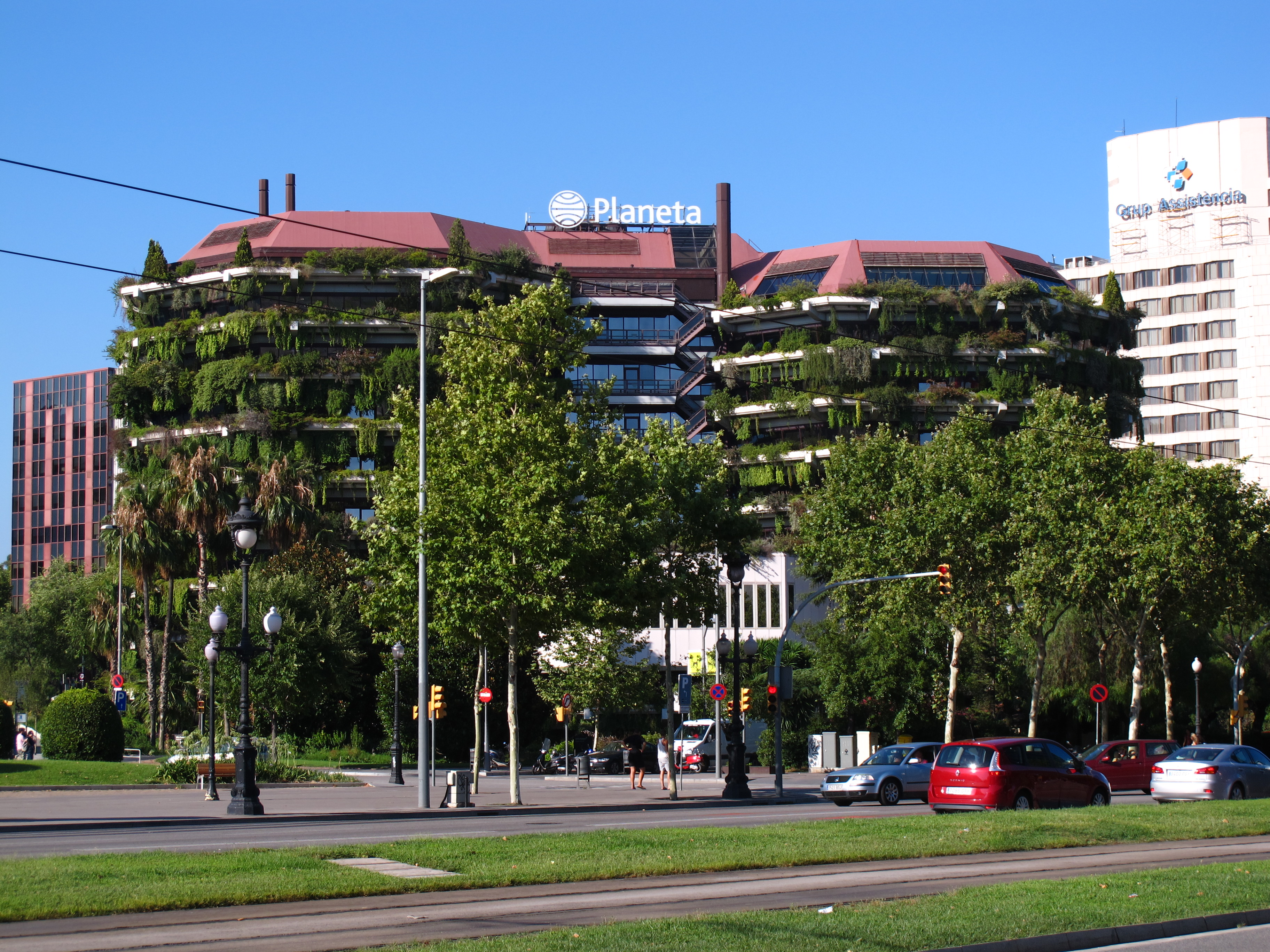
Здание мультимедиальной группы Планета в Барселоне

Планета (исп. Editorial Planeta) — испанское издательство, в настоящее время входит в одноимённый мультимедийный концерн.
Издательство основано в 1949 году в Барселоне. Основатель — Хосе Мануэль Лара (1914—2003). В «Планете» было опубликовало около 6 тысяч книг более чем полутора тысяч авторов, в основном испаноязычных. Ежегодно присуждает несколько престижных премий: премию «Планета» за лучший роман, за детективный роман, премию Асорина, каталонскую премию  Раймунда Луллия и др.